# Heteragrion muryense
Heteragrion muryense là loài chuồn chuồn trong họ Megapodagrionidae. Loài này được Costa & Santos mô tả khoa học đầu tiên năm 2000.